# Jobat
Jobat är en ort i Indien.   Den ligger i delstaten Madhya Pradesh, i den centrala delen av landet, 700 km söder om huvudstaden New Delhi. Jobat ligger 305 meter över havet och antalet invånare är 10 785.
Terrängen runt Jobat är platt. Runt Jobat är det ganska tätbefolkat, med 207 invånare per kvadratkilometer. Det finns inga andra samhällen i närheten. Trakten runt Jobat består till största delen av jordbruksmark.